# Verdes Arcoíris
Verdes Arcoíris (en italiano: Verdi Arcobaleno) fue un partido político izquierdista italiano de ideología ecologista.
Fue fundado en mayo de 1989 por las escisindidos de Democracia Proletaria (Mario Capanna, Virginio Bettini, Gianni Tamino, Edo Ronchi y Paolo Gentiloni) y algunos líderes radicales (Adelaide Aglietta, Adele Faccio, Francesco Rutelli, Franco Corleone y Marco Boato).
Se presentó a las elecciones al Parlamento Europeo de 1989, bajo la denominación Verdes Arcoíris por Europa (Verdi Arcobaleno per l'Europa), obteniendo de 2 eurodiputados.
En diciembre de 1990 se fusionó con la Federación de las Listas Verdes para formar la Federación de los Verdes.